# Jarace Walker
Jarace Isaiah Walker (* 4. September 2003 in Baltimore) ist ein US-amerikanischer Basketballspieler.

## Werdegang
Walker wechselte als Jugendlicher von der Susquehannock High School an die IMG Academy und damit vom US-Bundesstaat Pennsylvania nach Florida. Dank seiner Leistungen und seiner Weiterentwicklung wurde er in Ranglisten als einer der landesweit besten Spieler seines Jahrgangs eingeschätzt. Walker wurde von mehreren Hochschulen der ersten NCAA-Division umworben und nahm das Angebot der University of Houston an.
Im Anschluss an die Saison 2022/23, in der Walker für Houston im Durchschnitt 11,2 Punkte und 6,8 Rebounds je Begegnung verbucht hatte, machte er den Schritt ins Profigeschäft und wurde im Vorfeld des Draftverfahrens der National Basketball Association (NBA) im Juni 2023 in Vorhersagen teils auf dem fünften, oft aber auf dem siebten Auswahlplatz geführt. Die Washington Wizards wählten ihn schließlich an achter Stelle aus, um Walker unmittelbar danach im Rahmen eines Tauschhandels an die Indiana Pacers abzugeben.

## Karriere-Statistiken

### NBA

#### Hauptrunde
| Saison  | Team    | GP | GS | MPG  | FG % | 3P % | FT % | RPG | APG | SPG | BPG | PPG |
| ------- | ------- | -- | -- | ---- | ---- | ---- | ---- | --- | --- | --- | --- | --- |
| 2023–24 | Indiana | 33 | 0  | 10.3 | .409 | .400 | .889 | 1.9 | 1.2 | 0.5 | 0.3 | 3.6 |
| Gesamt  | Gesamt  | 33 | 0  | 10.3 | .409 | .400 | .889 | 1.9 | 1.2 | 0.5 | 0.3 | 3.6 |

#### Play-offs
| Saison  | Team    | GP | GS | MPG | FG % | 3P % | FT % | RPG | APG | SPG | BPG | PPG |
| ------- | ------- | -- | -- | --- | ---- | ---- | ---- | --- | --- | --- | --- | --- |
| 2023–24 | Indiana | 9  | 0  | 3.4 | .300 | .000 | .667 | 0.4 | 0.4 | 0.2 | 0.1 | 0.9 |
| Gesamt  | Gesamt  | 9  | 0  | 3.4 | .300 | .000 | .667 | 0.4 | 0.4 | 0.2 | 0.1 | 0.9 |